# برايان تاكر
برايان تاكر (بالإنجليزية: Brian Tucker)‏ هو شخصية أعمال أمريكي، ولد في 27 ديسمبر 1975 في باسادينا في الولايات المتحدة.